# Seán T. O'Kelly
Pour les articles homonymes, voir O'Kelly.
 (avril 2019).
Si vous disposez d'ouvrages ou d'articles de référence ou si vous connaissez des sites web de qualité traitant du thème abordé ici, merci de compléter l'article en donnant les références utiles à sa vérifiabilité et en les liant à la section « Notes et références ».
Seán Thomas O'Kelly (en irlandais : Seán Tomás Ó Ceallaigh), né le 25 août 1882 à Dublin et mort le 23 novembre 1966 dans la même ville, est un homme d'État irlandais, deuxième président d'Irlande du 25 juin 1945 au 24 juin 1959.

## Biographie
Membre fondateur du Sinn Féin en 1905 et secrétaire général de la Ligue gaélique en 1915 et administrateur de son journal Le Sabre de la lumière, O'Kelly est le capitaine de Padraig Pearse, chef de l'insurrection de Pâques 1916 à la grande poste de Dublin. Arrêté, il est interné en Angleterre et parvient à échapper au peloton d'exécution.
Candidat aux élections législatives de décembre 1918, il est élu député de l'arrondissement de College Green à Dublin. L'ensemble des députés nationalistes irlandais refusent de siéger à la Chambre des communes à Westminster et constituent en janvier 1919 le Dail dont O'Kelly devient président.
De 1926 à 1942, il siège au Conseil municipal de Dublin.
Après la victoire du Fianna Fáil en 1932, il est vice-président du gouvernement.
Il fait partie de la commission qui rédige la Constitution de la République irlandaise ratifiée par référendum en 1937.
Il est ministre des Affaires locales puis des Finances en 1941 à un moment où la neutralité irlandaise pose des problèmes au puissant voisin britannique.
En 1945, il est élu président d'Irlande et est réélu en 1952. Il s'adresse au Congrès américain en 1959 le jour de la fête de la Saint-Patrick.
Représentants et sénateurs lui réservent une ovation debout. En 1959, il se retire de la vie politique.
Le pape Pie XII lui décerne la grand-croix de l'ordre de Saint-Grégoire-le-Grand.